# Championnats du monde d'Ironman 2003
Navigation
Édition précédente Édition suivante
Les championnats du monde d'Ironman 2003 se déroule le 18 octobre 2003 à Kailua-Kona dans l'État d'Hawaï. Ils sont organisés par la World Triathlon Corporation.

## Résultats du championnat du monde

### Hommes
| Pos.     | Temps           | Nom             | Pays             | Détail temps | Détail temps | Détail temps    | Détail temps | Détail temps    |
| Pos.     | Temps           | Nom             | Pays             | Natation     | T1           | Cyclisme        | T2           | Course à pied   |
| -------- | --------------- | --------------- | ---------------- | ------------ | ------------ | --------------- | ------------ | --------------- |
|          | 8 h 22 min 35 s | Peter Reid      | Canada           | 50 min 36 s  | 2 min 02 s   | 4 h 40 min 04 s | 2 min 13 s   | 2 h 47 min 38 s |
|          | 8 h 28 min 27 s | Rutger Beke     | Belgique         | 52 min 28 s  | 2 min 13 s   | 4 h 37 min 59 s | 1 min 33 s   | 2 h 54 min 12 s |
|          | 8 h 30 min 08 s | Cameron Brown   | Nouvelle-Zélande | 50 min 38 s  | 2 min 14 s   | 4 h 39 min 57 s | 1 min 43 s   | 2 h 55 min 34 s |
| 4        | 8 h 32 min 47 s | Normann Stadler | Allemagne        | 52 min 44 s  | 2 min 00 s   | 4 h 33 min 40 s | 1 min 31 s   | 3 h 02 min 50 s |
| 5        | 8 h 34 min 38 s | Luke Bell       | Australie        | 50 min 33 s  | 2 min 21 s   | 4 h 39 min 42 s | 1 min 41 s   | 3 h 00 min 19 s |
| 6        | 8 h 35 min 19 s | Jürgen Zäck     | Allemagne        | 51 min 42 s  | 2 min 15 s   | 4 h 38 min 49 s | 1 min 29 s   | 3 h 01 min 02 s |
| 7        | 8 h 35 min 51 s | Faris Al-Sultan | Allemagne        | 48 min 57 s  | 2 min 09 s   | 4 h 42 min 01 s | 2 min 13 s   | 3 h 00 min 29 s |
| 8        | 8 h 35 min 59 s | Cameron Widoff  | États-Unis       | 50 min 39 s  | 2 min 27 s   | 4 h 39 min 43 s | 1 min 27 s   | 3 h 01 min 40 s |
| 9        | 8 h 36 min 56 s | Michael Lovato  | États-Unis       | 52 min 33 s  | 2 min 27 s   | 4 h 44 min 04 s | 1 min 39 s   | 2 h 56 min 13 s |
| 10       | 8 h 37 min 19 s | Mika Luoto      | Finlande         | 51 min 44 s  | 1 min 56 s   | 4 h 49 min 35 s | 58 s         | 2 h 53 min 04 s |
| Source : |                 |                 |                  |              |              |                 |              |                 |

### Femmes
| Pos.     | Temps           | Nom              | Pays       | Détail temps    | Détail temps | Détail temps    | Détail temps | Détail temps    |
| Pos.     | Temps           | Nom              | Pays       | Natation        | T1           | Cyclisme        | T2           | Course à pied   |
| -------- | --------------- | ---------------- | ---------- | --------------- | ------------ | --------------- | ------------ | --------------- |
|          | 9 h 11 min 55 s | Lori Bowden      | Canada     | 56 min 51 s     | 2 min 28 s   | 5 h 09 min 00 s | 1 min 25 s   | 3 h 02 min 10 s |
|          | 9 h 17 min 08 s | Natascha Badmann | Suisse     | 58 min 43 s     | 2 min 49 s   | 5 h 00 min 02 s | 1 min 46 s   | 3 h 13 min 45 s |
|          | 9 h 17 min 16 s | Nina Kraft       | Allemagne  | 51 min 45 s     | 2 min 22 s   | 5 h 07 min 34 s | 4 min 15 s   | 3 h 11 min 18 s |
| 4        | 9 h 19 min 02 s | Heather Fuhr     | États-Unis | 56 min 16 s     | 2 min 45 s   | 5 h 12 min 13 s | 1 min 42 s   | 3 h 06 min 03 s |
| 5        | 9 h 22 min 41 s | Lisa Bentley     | Canada     | 56 min 04 s     | 2 min 04 s   | 5 h 14 min 30 s | 1 min 49 s   | 3 h 08 min 13 s |
| 6        | 9 h 26 min 28 s | Karin Thürig     | Suisse     | 1 h 11 min 59 s | 3 min 10 s   | 4 h 50 min 41 s | 1 min 39 s   | 3 h 18 min 56 s |
| 7        | 9 h 36 min 11 s | Gina Kehr        | États-Unis | 50 min 37 s     | 2 min 35 s   | 5 h 19 min 09 s | 1 min 39 s   | 3 h 22 min 09 s |
| 8        | 9 h 40 min 54 s | Deirdre Tennant  | États-Unis | 52 min 36 s     | 2 min 22 s   | 5 h 24 min 02 s | 1 min 46 s   | 3 h 20 min 07 s |
| 9        | 9 h 46 min 03 s | Kate Major       | Australie  | 58 min 38 s     | 2 min 57 s   | 5 h 18 min 45 s | 1 min 14 s   | 3 h 24 min 27 s |
| 10       | 9 h 46 min 29 s | Belinda Granger  | Australie  | 54 min 13 s     | 2 min 42 s   | 5 h 15 min 43 s | 2 min 11 s   | 3 h 31 min 39 s |
| Source : |                 |                  |            |                 |              |                 |              |                 |